# 維克托里加登斯 (新澤西州)
維克托里加登斯（英語：Victory Gardens）是位於美國新澤西州摩里斯縣的自治市鎮。

## 人口
根據2020年美國人口普查的數據，維克托里加登斯的面積為0.38平方千米，皆為陸地。當地共有人口1582人，而人口密度為每平方千米4,163人。